# Toni Kolehmainen
Toni Kolehmainen (Oulu, 20 luglio 1988) è un ex calciatore finlandese, di ruolo difensore.

## Carriera

### Club
Ha giocato nella prima divisione finlandese.

### Nazionale
Tra il 2012 ed il 2015 ha collezionato complessivamente 10 presenze e 3 reti con la maglia della nazionale finlandese.

## Palmarès

### Club

#### Competizioni nazionali
- Ykkönen: 1

AC Oulu: 2009
- Coppa di Finlandia: 1

TPS: 2010
- Liigacup: 2

TPS: 2012
HJK: 2015